# Apelle (gnostico)
Apelle (Apelles; fl. II secolo) è stato un religioso romano attivo attorno alla metà del II secolo, seguace a Roma di Marcione.
Si distaccò dal maestro sostenendo il monismo della divinità e passando allo gnosticismo di scuola alessandrina.
Ad Alessandria d'Egitto Apelle si legò alla vergine Filomena, una sorta di chiaroveggente versata nella magia, che proclamava frequenti visioni di Cristo e Paolo di Tarso. Con l'aiuto della ragazza cercò di mediare tra le posizioni dualiste di Marcione e quelle proto-ortodosse. Infatti, se Marcione nelle sue Antitesi distingueva il Dio severo e duro dell'Antico Testamento, il Dio della Legge, il Demiurgo, dal Dio buono del Nuovo Testamento, Padre di Gesù, secondo il dualismo gnostico-manicheo, Apelle ritornò al concetto ortodosso di Unità e Trinità di Dio. Inoltre, Apelle voleva unire la visione gnostica e quella ortodossa, nonostante il suo docetismo, per il quale, in contrasto con il credo ufficiale della Chiesa, proclamava che il corpo di Cristo era del tutto immateriale, formato tuttalpiù di materiale stellare o sostanza divina.
Apelle fu avversato dai Padri della Chiesa. Tertulliano, per esempio, additava Filomena come una prostituta ed accusava Apelle di impudicizia, ma Rodone, che lo aveva conosciuto personalmente, si riferisce a lui come «venerabile per il comportamento e l'età». Tertulliano, comunque, lo attaccò spesso nei suoi scritti (De Praeser., LXVII; Adv. Marc., III, g. 11, IV 17) e scrisse persino un'opera dedicata espressamente a lui, Adversus Apelleiacos, che è andata perduta ma che era nota sia ad Ippolito di Roma che ad Agostino d'Ippona. Il nome di Apelle compare anche in un'altra opera di Tertulliano, ossia il "De carne Christi", ove l'autore tratta di alcune sette gnostiche che negavano la reale resurrezione della carne. Il "Santo e Buon Dio superiore", secondo Apelle, non si interessò mai delle cose inferiori, ma emanò un altro dio che creò il mondo. Apelle scrisse anche un vasto lavoro intitolato Syllogismoi per provare la fallacia dell'Antico Testamento.
Posto tra il diteismo marcionita e il triteismo, il monismo apellaico portò alla fondazione a Roma (dove ritornò dall'Egitto) delle Chiese gnostiche di Apelle che durarono fino al 400.